# مورگین نیل
مورگین نیل (انگلیسی: Morgyn Neill؛ زادهٔ ۱۰ مارس ۱۹۹۶) بازیکن فوتبال اهل بریتانیا است.
از باشگاه‌هایی که در آن بازی کرده‌است می‌توان به باشگاه فوتبال مادرول اشاره کرد.